# ساري يارقان (غويجة بل)
ساري يارقان (بالفارسية: ساری‌یارقان) هي منطقة سكنية تقع في إيران في قسم غويجة بل الریفي. يقدر عدد سكانها بـ 155 نسمة .